# Walterus van Beurden
Walterus van Beurden (Loon op Zand, 2 juni 1843 - aldaar, 24 mei 1907) was een Nederlands ondernemer.
Hij werd geboren binnen het gezin van schoenmaker Martinus van Beuren en Catherina Johanna van den Hout. Hijzelf huwde Wilhelmina Couwenberg. Zoon Josephus Stephanus (Julius) van Beurden (1878-1945) was een in Noord-Brabant bekende persoonlijkheid op het gebied van middenstand, onderwijs en Premonstratenzers. Zoon Martinus trad in de voetsporen van vader (fabriek en orkest).
Van Beurden was directeur van een schoenfabriek, directeur van het harmonieorkest Euphonia, organist van de plaatselijke zangvereniging en gemeenteraadslid in Kaatsheuvel/Loon op Zand. Voorts bespeelde hij het kerkorgel van de Rooms-Katholieke kerk in Loon op Zand. Hij stond tevens te boek als weldoener. Het orkest mocht mede door zijn inzet, postuum, het predicaat Koninklijk aan zijn naam toevoegen.